# Salherm
Salherm (voorheen Salerm) is een gemeente in het Franse departement Haute-Garonne (regio Occitanie). De gemeente telt 55 inwoners (2009) en maakt deel uit van het arrondissement Saint-Gaudens.

## Geschiedenis
In januari 2025 werd de gemeentenaam officieel gewijzigd van Salerm in Salherm.

## Geografie
De oppervlakte van Salherm bedraagt 5,6 km², de bevolkingsdichtheid is dus 9,8 inwoners per km².
De onderstaande kaart toont de ligging van Salherm met de belangrijkste infrastructuur en aangrenzende gemeenten.

## Bezienswaardigheden
- De Église de l'Assomption

## Demografie
Onderstaande figuur toont het verloop van het inwonertal (bron: INSEE-tellingen).